# Mr. Olympia – 1967.
Mr. Olympia – 1967. je bilo treće izdanje najprestižnijeg međunarodnog natjecanja u bodybuildingu. Natjecanje je organizirano u rujnu 1967. godine u dvorani glazbene akademije u Brooklynu. Prvo mjesto je osvojio Sergio Oliva koji je godinu prije osvojio 4. mjesto.

## Rezultati
| Mjesto | Nagrada | Ime          |
| ------ | ------- | ------------ |
| 1.     | 1.000 $ | Sergio Oliva |
| 2.     |         | Chuck Sipes  |
| 3.     |         | Harold Poole |
| 4.     |         | Dave Draper  |